# Ủy ban Olympic Philippines
Ủy ban Olympic Philippines (POC) (tiếng Tagalog: Olimpikong Komite ng Pilipinas; tiếng Tây Ban Nha: Comité Olímpico Filipino; tiếng Anh: Philippine Olympic Committee) là Ủy ban Olympic quốc gia Philippines.
POC là 1 tổ chức tư nhân, phi chính phủ, bao gồm và là tổ chức mẹ của tất cả các Hiệp hội Thể thao Quốc gia (NSA) tại Philippines. Nó được công nhận bởi Ủy ban Olympic Quốc tế (IOC) là có quyền duy nhất cho đại diện của Philippines trong Thế vận hội, Đại hội Thể thao châu Á, Đại hội Thể thao Đông Nam Á và các cuộc thi sự kiện thể thao đa môn khác.
POC độc lập về tài chính và không nhận được bất kỳ khoản trợ cấp nào từ chính phủ, mặc dù thành viên NSA của nó nhận được một số hỗ trợ tài chính từ Ủy ban Thể thao Philippines. Thay vào đó, POC hỗ trợ các hoạt động của riêng mình với các khoản tiền được tạo ra từ các tài trợ, phí cấp phép sử dụng nhãn hiệu Olympic, trợ cấp IOC và tiền thu được từ các dự án và quyên góp đặc biệt.

## Lịch sử

Biểu trưng của Ủy ban Olympic Philippines đến năm 2018.

Khu liên hợp PhilSports đóng vai trò là trụ sở của POC như bắt buộc của pháp luật theo cơ quan thể thao. Nó có thể được chuyển qua một quyết định trong Đại hội đồng.

Thể thao được tổ chức lần đầu tiên được giới thiệu ở Philippines trong đơn vị hành chính Hoa Kỳ của những hòn đảo với sự ra đời của Liên đoàn điền kinh nghiệp dư Philippines (PAAF) vào tháng 1 năm 1911. PAAF đã tổ chức khai mạc Đại hội Thể thao Viễn Đông vào năm 1913 được sự tham gia của Trung Quốc, Nhật Bản, và nước chủ nhà, Philippines.
Vận động viên Olympic người Philippines đầu tiên là David Nepomuceno, người đã tham gia Điền kinh trong các nội dung chạy nước rút 100 mét và 200 mét tại Thế vận hội Mùa hè 1924 ở Paris. Tuy nhiên, chỉ đến năm 1929 khi Ủy ban Olympic Quốc tế được công nhận PAAF là Ủy ban Olympic Quốc gia Philippines. Sự công nhận là một năm sau khi vận động viên bơi lội Teofilo Yldefonso giành được huy chương Olympic đồng đầu tiên của Philippines trong nội dung bơi ếch 200 mét tại Thế vận hội Mùa hè 1928 ở Amsterdam. Năm 1975, PAAF được đổi tên thành Ủy ban Olympic Philippines (POC) sau khi thành lập Bộ Phát triển Thể thao và Thanh niên, bãi bỏ một cách hiệu quả trước đây.

## Chính phủ

### Ban điều hành
Ủy ban Olympic Philippines được quản lý bởi ban điều hành, bao gồm chủ tịch, chủ tịch, phó chủ tịch thứ nhất và thứ hai, tổng thư ký, thủ quỹ, kiểm toán viên và chủ tịch trước đây. Ban điều hành cũng được tham gia bởi bốn thành viên được bầu bởi các thành viên hội đồng quản trị và bất kỳ thành viên IOC nào có mặt trong nước. Ban điều hành tổ chức ít nhất một cuộc họp mỗi tháng và đưa ra các hành vi hợp lệ nếu đa số các thành viên của nó có mặt từ bảy người trở lên trong mọi trường hợp. Các quyết định của POC được bầu bởi các thành viên của ban điều hành và trong trường hợp bắt buộc, chủ tịch quyết định về vấn đề liên quan.
Hoa hồng hoặc ủy ban cũng được tổ chức bởi POC. Tư cách thành viên, trọng tài, đạo đức, kỹ thuật, cách thức và phương tiện và hoa hồng của vận động viên là hoa hồng thường trực của POC. Việc tạo ra các khoản hoa hồng bổ sung phải được sự chấp thuận của ban điều hành theo đề nghị của Chủ tịch.
| Thành viên                 | Chức vụ                      | Hiệp hội thể thao quốc gia                     | Môn thể thao                                             | Ghi chú                                                                           |
| -------------------------- | ---------------------------- | ---------------------------------------------- | -------------------------------------------------------- | --------------------------------------------------------------------------------- |
| Steve Hontiveros           | Chairman                     | Liên đoàn bóng ném Philippines                 | Bóng ném                                                 | Đương nhiệm kể từ ngày 28 tháng 7 năm 2019                                        |
| Abraham Tolentino          | Chủ tịch                     | Liên đoàn xe đạp tích hợp Philippines          | Đua xe đạp                                               | Đương nhiệm kể từ ngày 28 tháng 7 năm 2019                                        |
| Joey Romasanta             | Phó chủ tịch thứ 1           | Thể thao bóng chuyền ở Philippines             | Bóng chuyền                                              |                                                                                   |
| Joey Romasanta             | Phó chủ tịch thứ 1           | Liên đoàn karate Philippines                   | Karate                                                   |                                                                                   |
| Antonio De Lara Tamayo Jr. | Phó chủ tịch thứ 2           | Hiệp hội soft tennis nghiệp dư Philippines     | Soft tennis                                              |                                                                                   |
|                            |                              |                                                |                                                          |                                                                                   |
| Patrick Gregorio           | Tổng thư ký                  | Hiệp hội các đồng minh quyền Anh ở Philippines | Quyền Anh                                                |                                                                                   |
| Richard Gomez              | Phó tổng thư ký              | Hiệp hội đấu kiếm Philippines                  | Đấu kiếm                                                 |                                                                                   |
| Julian Camacho             | Thủ quỹ                      | Liên đoàn wushu Philippines                    | Wushu                                                    |                                                                                   |
| Jonne Go                   | Kiểm toán viên               | Liên đoàn Canoe và Kayak Philippines           | Canoeing / Kayaking                                      |                                                                                   |
|                            |                              |                                                |                                                          |                                                                                   |
| Jesus Clint Aranas         | Thành viên hội đồng quản trị | Bắn cung thế giới-Philippines                  | Bắn cung                                                 |                                                                                   |
| Cynthia Carreon-Norton     | Thành viên hội đồng quản trị | Hiệp hội thể dục dụng cụ Philippines           | Thể dục dụng cụ                                          |                                                                                   |
| Robert Mananquil           | Thành viên hội đồng quản trị | Đại hội Billiards và Snookers Philippines      | Cue sports                                               |                                                                                   |
| Prospero Pichay Jr.        | Thành viên hội đồng quản trị | Liên đoàn cờ vua quốc gia Philippines          | Cờ vua                                                   |                                                                                   |
| Mikaela Cojuangco Jaworski | Thành viên hội đồng quản trị | —                                              | Với tư cách là thành viên Ủy ban Olympic Quốc tế         |                                                                                   |
| Francisco Elizalde         | Thành viên hội đồng quản trị | —                                              | Với tư cách là thành viên Ủy ban Olympic Quốc tế danh dự |                                                                                   |
| Jose Cojuangco Jr.         | Thành viên hội đồng quản trị | Hiệp hội mã thuật Philippines                  | Cưỡi ngựa                                                | Với tư cách là tiền nhiệm của Chủ tịch đương nhiệm; Kể từ ngày 5 tháng 3 năm 2018 |

#### Chủ tịch

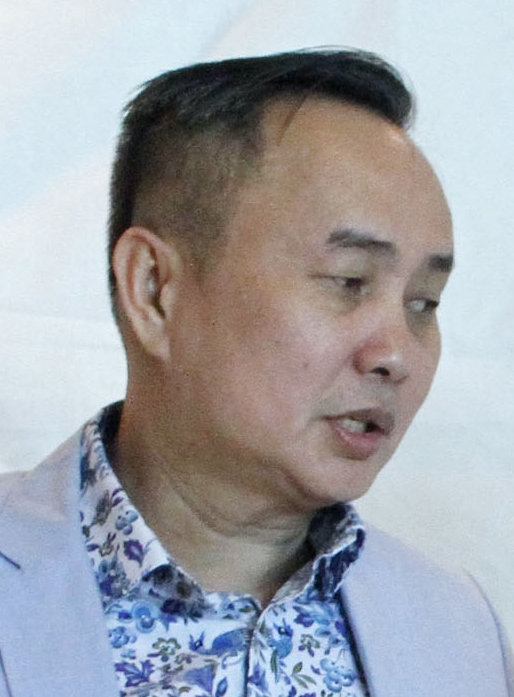
Abraham Tolentino, chủ tịch của POC kể từ ngày 28 tháng 7 năm 2019.

Ambrosio Padilla là chủ tịch đầu tiên của Ủy ban Olympic Philippines (POC) phục vụ từ năm 1975 đến năm 1976. Trước đây ông từng là chủ tịch tiền nhiệm của POC, Liên đoàn điền kinh nghiệp dư Philippines từ năm 1970 đến năm 1975.
Chủ tịch có quyền gọi một cuộc họp đặc biệt của ban điều hành theo yêu cầu bằng văn bản gửi đến tổng thư ký. Đặc quyền này cũng có thể được đa số ban điều hành. Chủ tịch cũng đề nghị thành lập một ủy ban mới trong POC, cũng như bổ nhiệm từng chủ tịch và thành viên của ủy ban, và nhiệm vụ, nhiệm vụ và chính quyền của họ, tất cả đều phải được sự chấp thuận của hội đồng.
| Chủ tịch | Chủ tịch            | Nhiệm kỳ            | Nhiệm kỳ            |
| Chủ tịch | Chủ tịch            | Từ                  | Đến                 |
| -------- | ------------------- | ------------------- | ------------------- |
| 1        | Ambrosio Padilla    | 1975                | 1976                |
| 2        | Nereo Andolong      | 1977                | 1980                |
| 3        | Julian Malonso      | 1980 tạm thời       | 1980 tạm thời       |
| 4        | Michael Keon        | 1981                | 1984                |
| 5        | Jose Sering         | 1985                | 1992                |
| 6        | Rene Cruz           | 1993                | 1996                |
| 7        | Cristy Ramos        | 1997                | tháng 4 năm 1999    |
| 8        | Celso Dayrit        | tháng 5 năm 1999    | 2004                |
| 9        | Jose Cojuangco, Jr. | tháng 1 năm 2005    | 5 tháng 3 năm 2018  |
| 10       | Victorico Vargas    | 5 tháng 3 năm 2018  | 18 tháng 6 năm 2019 |
| 11       | Joey Romasanta      | 18 tháng 6 năm 2019 | 28 tháng 7 năm 2019 |
| 12       | Abraham Tolentino   | 28 tháng 7 năm 2019 | hiện tại            |